# 1961 en science-fiction
| Années de la science-fiction : 1958 - 1959 - 1960 - 1961 - 1962 - 1963 - 1964    |
| Décennies de la science-fiction : 1930 - 1940 - 1950 - 1960 - 1970 - 1980 - 1990 |

L'année 1961 a été marquée, en matière de science-fiction, par les événements suivants.

## Naissances et décès

### Naissances
- 4 février : Neal Asher, écrivain britannique.
- 20 août : Greg Egan, écrivain australien.
- date inconnue : Raymond Clarinard, écrivain français.

## Événements
- Création et début de la publication de la revue française Planète.
- Fin de parution du magazine français Cosmos, mensuel qui avait paru aux éditions Artima depuis 1956.

## Prix

### Prix Hugo
- Roman : Un cantique pour Leibowitz (A Canticle for Leibowitz) par Walter M. Miller, Jr. ;
- Nouvelle : Long cours (The Longest Voyage) par Poul Anderson ;
- Film ou série : La Quatrième Dimension (The Twilight Zone) ;
- Magazine professionnel : Astounding Science Fiction / Analog ;
- Artiste professionnel : Ed Emshwiller ;
- Magazine amateur : Who Killed Science Fiction? (Earl Kemp, éd.).

## Parutions littéraires

### Romans
Par ordre alphabétique du nom de l'auteur.
- Les Gouffres de la Lune par Arthur C. Clarke.
- La Cage aux orchidées par Herbert W. Franke.
- Le Monde aveugle par Daniel F. Galouye.
- En terre étrangère par Robert A. Heinlein.
- Les Voiliers du soleil par Gérard Klein.

### Recueils de nouvelles et anthologies
- Fantômes et Farfafouilles par Fredric Brown.

### Nouvelles
Par ordre alphabétique du nom de l'auteur.
- La Machine qui gagna la guerre par Isaac Asimov.
- F.I.N. par Fredric Brown
- Les Grandes Découvertes perdues par Fredric Brown
- La Planète Shayol par Cordwainer Smith.

## Sorties audiovisuelles

### Films
- The Beast of Yucca Flats par Coleman Francis.
- Gorgo par Eugène Lourié.
- Le Jour où la Terre prit feu par Val Guest.
- Le Maître du monde par William Witney.
- Monte là-d'ssus par Robert Stevenson.
- Mothra par Ishirō Honda.
- Nus sur la Lune par Doris Wishman.
- La Planète des hommes perdus par Antonio Margheriti.
- La Planète fantôme par William Marshall.
- Le Sous-marin de l'apocalypse par Irwin Allen.

### Téléfilms
- Le Testament du docteur Cordelier par Jean Renoir.